# 日向市立幸脇小学校
日向市立幸脇小学校（ひゅうがしりつさいわきしょうがっこう）は、宮崎県日向市大字幸脇にあった公立の小学校。

## 概要
- 児童数 - 29人（2005年11月現在）

## 沿革
- 1877年2月11日 - 天神神社にて授業開始
- 1886年2月11日 - 校舎を新築。幸脇尋常小学校と称する。
- 1909年2月11日 - 現在地に移転。
- 1923年4月 - 高等科を設置。
- 1941年4月1日 - 幸脇国民学校に改称。
- 1947年4月1日 - 幸脇小学校に改称。
- 1947年5月7日 - 岩脇村立岩脇中学校の分校を敷地内に設置。（翌年、本校に統合）
- 1951年4月1日 - 日向市制施行に伴い、現行の日向市立幸脇小学校へ改称。
- 2016年3月31日 - 閉校。

## 通学区域
幸脇小学校の通学区域には以下の区域が指定されていた。
遠見、幸脇、飯谷の全部及び福瀬の一部

## アクセス
- バス - 宮崎交通都農・高鍋線「新幸脇」下車車　　　しかし上記の宮崎交通路線廃線に伴い使用不可

## 敷地をめぐるトラブル
- 2010年3月20日、男性4人がパワーショベルを使用し校庭にミカンの苗木130本を植樹している現場を同校教頭が発見。4人は同年4月6日に威力業務妨害の疑いで逮捕された。植樹を主導した男は、校庭が自らの土地であることを主張。日向市側は、85年前の用地買収の経緯を公表しているが、一方で土地の固定資産税を男側から徴収していたという。校庭に植えられた苗木は、春休み中に撤去され、授業に支障はなかった[2]。

市側は校庭が市の土地であることの確認を求め裁判所に提訴、地裁、高裁とも請求が認められ、上告も棄却されたとの報道があった。

## 跡地利用
閉校後は、以下の施設として利用されている。
- 株式会社テレネット 日向コンタクトセンター[6][7]
- 株式会社テレネットキッズ まんまる保育園[8]
- 日向市消防署 南分遣所[9]